# La Romieu
La Romieu település Franciaországban, Gers megyében. Lakosainak száma 547 fő (2022. január 1.). La Romieu Berrac, Castelnau-sur-l’Auvignon, Gazaupouy, Lagarde, Larroque-Engalin, Marsolan és Pouy-Roquelaure községekkel határos.

## Népesség
A település népességének változása:
| Lakosok száma | 644  | 547  | 528  | 538  | 572  | 571  | 575  | 568  | 562  | 547  |
|               | 1968 | 1982 | 1990 | 2006 | 2013 | 2015 | 2017 | 2019 | 2020 | 2022 |